# Ірраціональний (телесеріал)
«Ірраціональний» (англ. The Irrational) — американський кримінальний драматичний телесеріал, створений Арікою Мітман. У головній ролі Джессі Л. Мартін, прем’єра відбулася 25 вересня 2023 року на NBC. «Ірраціональний» заснований на документальній книзі 2008 року «Передбачувана ірраціональність» Дена Аріeлі.
У листопаді 2023 року серіал продовжили на другий сезон. Прем'єра другого сезону відбулась 8 жовтня 2024 року. 9 травня 2025 року телесеріал було закрито після двох сезонів.

## Сюжет
У центрі серіалу – Алек Мерсер, всесвітньо відомий професор поведінкової психології з унікальним розумінням людської природи. Мерсер використовує свій досвід для низки серйозних справ, пов’язаних із урядами, корпораціями та правоохоронними органами. Однак він зустрічає жінку яка підозрюється у тероризмі, і перевертає його світ з ніг на голову.

## Актори та персонажі

### Головний склад
- Джессі Л. Мартін – професор Алек Мерсер, всесвітньо відомого фахівця з поведінкових наукґ
- Маахра Гілл — спеціальний агент Маріса Кларк, агент ФБР і колишня дружина Алека.
- Араш ДеМаксі — Різван, ученик Алека.
- Моллі Кунц – Фібі, асистентка Алека.
- Травіна Спрінгер – Кайлі, молодша сестра Алека.

### Другорядний склад
- Браян Кінг –  спеціальний агент Джейс Річардс, агента ФБР і новий хлопець Маріси.
- Карен Девід – Роуз Діншоу, спеціаліст з кризового менеджменту та нова дівчина Алека.
- Бен Коттон – Вес Беннінг, злочинць засуджений за вибух, який поранив Алека.

## Список сезонів
| Сезон | Епізоди | Епізоди | Оригінальний показ | Оригінальний показ |
| Сезон | Епізоди | Епізоди | Перший показ       | Останній показ     |
| ----- | ------- | ------- | ------------------ | ------------------ |
| 1     | 11      | 11      | 25 вересня 2023    | 19 лютого 2024     |
| 2     | 18      | 18      | 8 жовтня 2024      | 25 березня 2025    |

## Виробництво

### Розробка
У листопаді 2021 року було оголошено, що NBC запустила пілотний проект «Ірраціональний», створеного Арікою Міттман і натхненного книгою Дена Арілі «Передбачувано ірраціональний» 2008 року. У лютому 2022 року він отримав пілотне замовлення. У квітні 2022 року було оголошено, що Джессі Л. Мартін був обраний на роль головного героя серіалу, Алека Мерсера, а також виступає продюсером пілотної серії. Також було оголошено, що сценарій напише Аріка Міттман, а Ден Арілі виступить консультантом. У вересні 2022 року NBC замовила міні-кімнату для створення кількох сценаріїв резервного копіювання для добре прийнятого пілотного проекту. У жовтні 2022 року NBC продовжила свої можливості щодо акторського складу, термін дії яких мав закінчитися в жовтні, до грудня того ж року. У грудні 2022 року NBC підібрав телесеріал і замовив пілотну серію. У той час стало відомо, що Девід Франкель був режисером, а також виступав би виконавчим продюсером разом з Мітманом, Марком Гоффманом і Семюелем Баумом. 17 листопада 2023 року NBC замовила додатковий епізод для серіалу, довівши замовлення першого сезону до 11 епізодів.

### Кастинг
У травні 2022 року було оголошено, що Маахра Хілл приєднається до акторського складу в головній ролі разом із Джессі Л. Мартіном. У червні 2022 року до акторського складу додалися Травіна Спрінгер, Моллі Кунц і Араш ДеМаксі. У червні 2023 року Браян Кінг приєднався до акторського складу в повторюваній ролі.

### Зйомки
Зйомки пілотного фільму проходили з кінця травня до початку червня 2022 року у Ванкувері, Британська Колумбія, замінюючи Вашингтон, округ Колумбія, і прилеглу територію Вірджинії. Після зйомки семи епізодів виробництво було зупинено через страйк WGA та SAG-AFTRA 2023 року.